# سيفيليزيشن 6
سيفيليزيشن 6 (بالإنجليزيَّة: Civilization VI؛ نقحرة: سيفيليزيشن 6)، هي لعبة ڤيديو استراتيجية تناوب الأدوار ثلاثية الأبعاد. من تطوير فيراكسيس جيمز ونشر تو كي جيمز وتوزيع تيك تو إنترأكتيف. اللعبة سيتم إطلاقها في بدايةً يوم 21 أكتوبر سنة 2016، لنظام مايكروسوفت ويندوز، ستيم أو إس، أو إس 10.

## وصلة خارجية
- سيفيليزيشن 6 على موقع IMDb (الإنجليزية)

الموقع الرسمي